# 958 Asplinda
958 Asplinda este o planetă minoră (asteroid), cu un diametru de 45,112 km, din centura de asteroizi. A fost descoperită pe 28 septembrie 1921 la Observatorul Königstuhl de Karl Wilhelm Reinmuth. 
Obiectul prezintă o orbită caracterizată de o semiaxă mare de 3,9960272319205 UAi, o excentricitate de 0,1840082739728, o înclinație de 5,635 ° în raport cu ecliptica.